# CA 벨레스 사르스피엘드

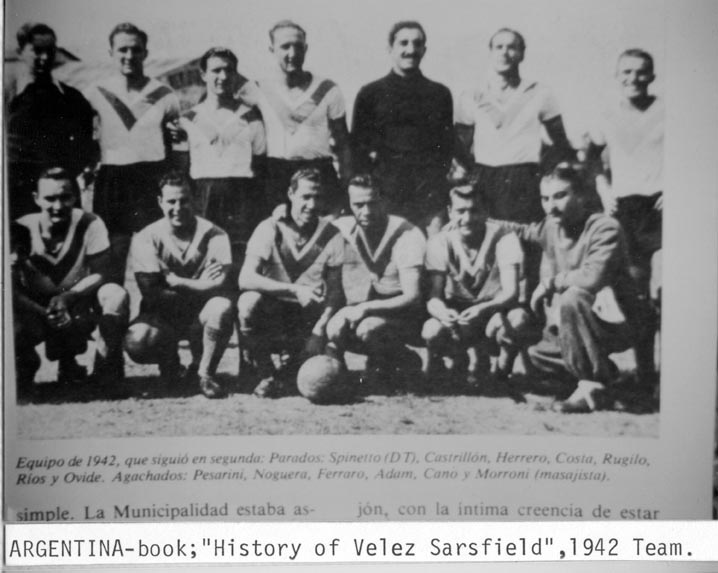
1942년에 촬영된 벨레스 사르스피엘드의 모습

클루브 아틀레티코 벨레스 사르스피엘드(Club Atlético Vélez Sarsfield)는 아르헨티나 부에노스아이레스 서쪽의 리니에르스(Liniers)를 연고지로 하는 스포츠 클럽이다. 축구팀으로 유명하며, 아르헨티나 프리메라 디비시온에 속해 있다. 1910년 설립된 이후 프리메라 디비시온에서 일곱 차례 우승했으며, 코파 리베르타도레스와 인터콘티넨털컵 등 여러 국제 대회에서 우승한 경력도 있다. 특히 1994년 인터콘티넨털컵에서 이탈리아의 AC 밀란을 2:0으로 제압한 것은 클럽 역사상 가장 영광스러운 순간으로 남아있다.
클럽 명칭은 아르헨티나 민법을 제정한 법률가 Dalmacio Vélez Sarsfield의 이름을 차용하여 명명된 벨레스 사르스피엘드 행정구의 벨레스 사르스피엘드 기차역에서 유래하였다.
현재 연고지는 벨레스 사르스피엘드 행정구가 아니고 인근에 위치한 리니에르스 행정구이다.

## 역사
1910년 1월 1일 설립된 후, 1919년 처음 아마추어 1부 리그에 참여해 프로화가 된 1931년까지 계속 1부 리그에 잔류하고 있었으나, 1941년 한 차례 강등되었다가 1943년 다시 1부 리그로 되돌아왔다. 벨레스 사르스피엘드라는 이름은 아르헨티나 시민법전을 제정한 달마시오 벨레스 사르스피엘드(Dalmacio Vélez Sársfield, 1801년 ~ 1875년)의 이름이 붙었던 기차역명에서 유래한 것이다.
대한민국에서는 청각 장애인 부모로부터 태어난 축구선수 김귀현이 U-15 팀의 주장으로 활약한 팀으로 알려져 있다.

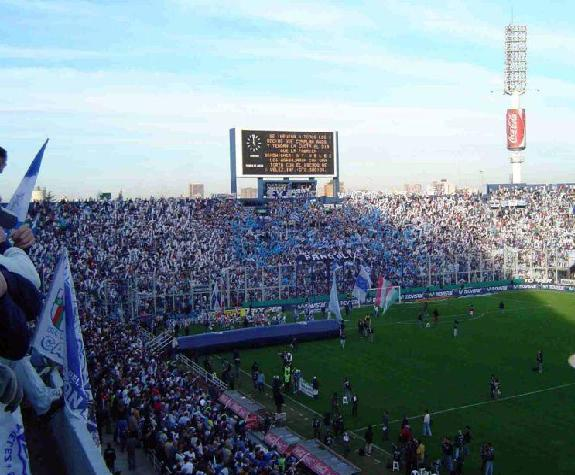
호세 아말피타니 경기장의 팬들

## 우승 기록

#### 프리메라 디비시온: 10회

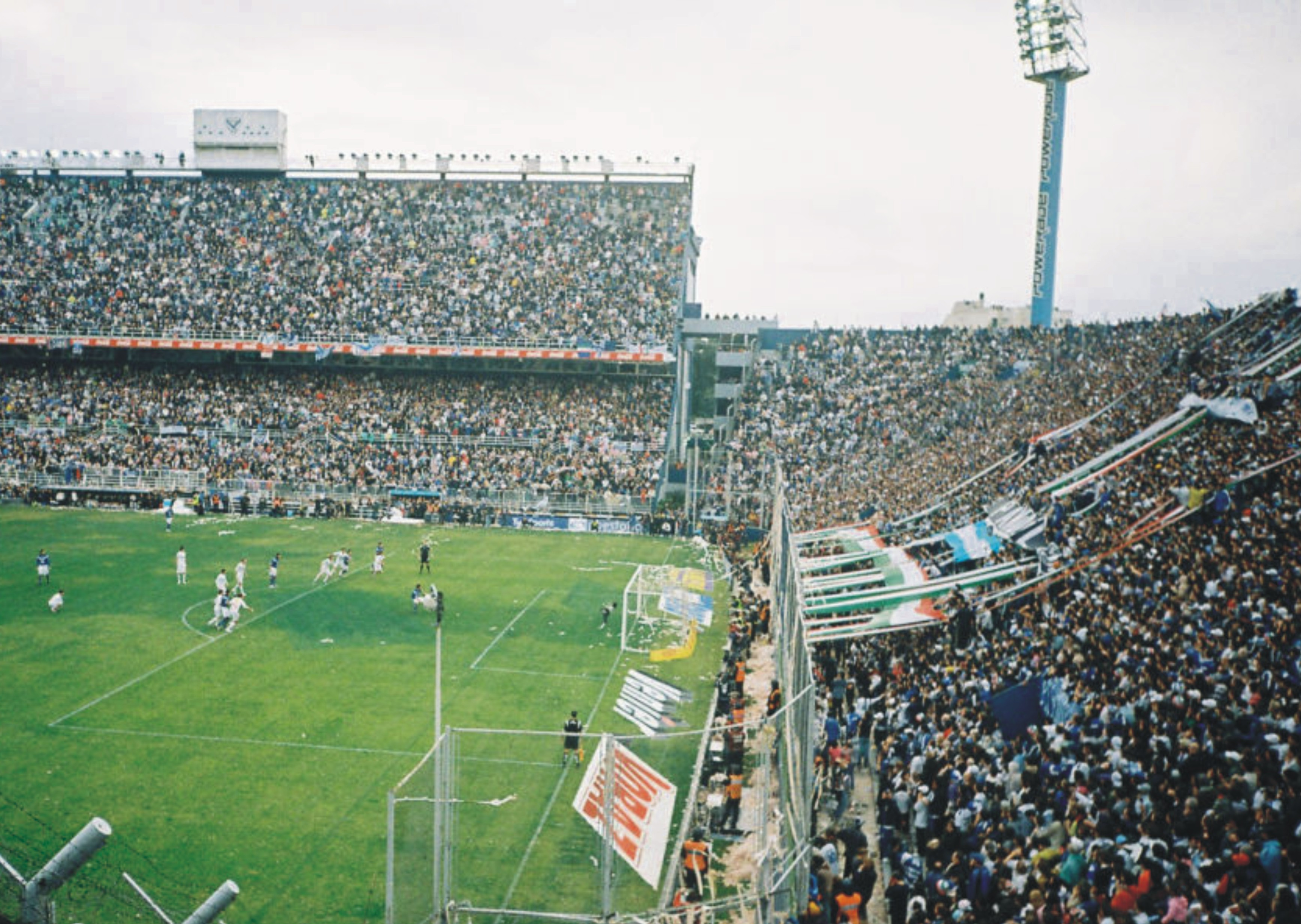
2009년 우승 당시 경기장을 가득 매운 팬들

- 1968년 - 나시오날(Nacional)
- 1993년 - 클라우수라(Clausura)
- 1995년 - 아페르투라(Apertura)
- 1996년 - 클라우수라(Clausura)
- 1998년 - 클라우수라(Clausura)
- 2005년 - 클라우수라(Clausura)
- 2009년 - 클라우수라(Clausura)
- 2011년 - 클라우수라(Clausura)
- 2012년 - 아페르투라(Apertura)
- 2012/13년 - (Primera División)
- Supercopa Argentina: 2013

#### 국제대회: 5회
- 인터콘티넨털컵: 1회 - 1994년
- 코파 리베르타도레스: 1회 - 1994년
- 코파 인테라메리카나: 1회 - 1995년
- 수페르코파 수다메리카나: 1회 - 1996년
- 레코파 수다메리카나: 1회 - 1997년

## 선수 명단

### 현역
참고: FIFA 자격 규정에 따라 소속된 국가대표팀 국기를 표시합니다. 선수는 복수의 FIFA 비회원국 국적을 가지고 있을 수 있습니다.
| 번호 | 포지션 | 국적 | 이름 |
| ---- | ------ | ---- | ---- |

| 번호 | 포지션 | 국적       | 이름          |
| ---- | ------ | ---------- | ------------- |
| 39   | FW     | 말레이시아 | 이마놀 마추카 |

## 역대 감독
| 감독                  | 임기        |
| --------------------- | ----------- |
| 후안 카를로스 로렌소  | 1982 ~ 1983 |
| 알피오 바실레         | 1984 ~ 1986 |
| 알피오 바실레         | 1989 ~ 1990 |
| 카를로스 비안치       | 1993 ~ 1996 |
| 마르셀로 비엘사       | 1997 ~ 1998 |
| 오스카르 타바레스     | 2001        |
| 리카르도 라볼페       | 2007        |
| 마우리시오 펠레그리노 | 2020 ~ 2022 |

## 같이 보기
- 실업팀